# 조인원 (대한민국 임시정부)
조인원(趙仁元, 1875년 4월 19일~1950년 12월 21일)은 대한제국의 민본주의(民本主義) 성향 독립 운동가 겸 계몽 사회 운동 교육인으로, 훗날 장성하여 대한 임정 관련 활약을 한 그는, 1875년 당시 조선의 충청도 예산의 봉산면 시동리 생이었다.

## 생애

### 일생
충청도 예산 봉산면 시동리(忠淸道 禮山 鳳山面 侍洞里) 출생으로, 문목공 야곡 조극선(趙克善)의 후손이며, 자는 백효(伯孝), 호는 야운(冶雲)이다. 그의 아버지는 사헌부 감찰 및 1907년 국채보상운동 당시 충남 예산 덕산지소장을 지낸 조종호(趙鍾灝)이고, 어머니는 평산 신씨(平山 申氏) 부인이다. 
그의 아버지 조종호(趙鍾灝)는 1907년 당시부터 국채보상운동(國債報償運動)에 적극 참여하여 대한제국 국채 보상 운동 본부 충청남도 지부 덕산지소장(德山支所長)으로 활약하였는데, 조인원은 일찍이 아버지의 그러한 영향을 받아 대한제국 국권 회복 운동에 참여하게 되었다.
1919년 5월 2일 당시에 그는, 대한민국 임시정부 내무부 예하 파견원 직책인 이영식(李英植)과 연결되어 대한독립단(大韓獨立團)의 충청도 지단(支團)을 조직하는 것에 참가하고 지단 총수 직책에 서병익(徐丙益), 지단 예하 부총수 김석주(金錫周), 그리고 그는 서무국장 직책으로 임직하여 각종 독립 운동 관계 문건을 배포하는 것에 주력하였다.
그 후 1920년 5월 14일 대한민국 임시정부 군무부 예하 직책으로 이직되었으며 1920년 12월 20일 이후부터 "대한인(大韓人)은 차라리 납세(納稅)를 하지 말라"는 내용의 대한민국 임시정부 군무부 예하 군정서(軍政署)의 명의로 된 선전문(宣傳文)과 선언문(宣言文)을 충청남도 예산 삽교면 삽교리(揷橋面 揷橋里)에 소재한 간이역 게시판과 충청남도 아산 송악면 역촌리(松岳面 驛村里)에 소재한 간이역 게시판에 각기각기로 부착(배포)을 하는 등의 나름 상당히도 안정성 있는 활성적인 실무 활약을 하다가 결국 이듬해(8개월 후)인 1921년 8월 18일, 왜경(일경)에 체포되었다.
그는 결국 1921년 9월 21일, 경성지방법원에서 보안 및 치안유지법 위반으로 실형(징역 6월형)을 선고받고 옥고를 치루었다. 일경(일본 경찰)의 감시가 심해진 가운데 전라남도 목포를 경유해 만주로 가려고 하는 도중에 결국 만주 지린 성 창춘(長春)에서 일경에 잡혀 심한 고문을 치르는 수난을 겪었으며, 이후 일경의 가족 살생부 지령문에 의해 본인 및 후손 또한 일정 기간 도망다녀야 했다.
이후 그는 계몽운동으로 방향을 바꾸어, 봉산에 학교설립을 위해 수년간 부지 및 설립기금모금을 추진했으며 거액의 설립기금 기부는 물론, 주민들을 설득해 힘을 모아 1936년 4월 1일 봉산공립보통학교를 설립했다.
학교 관련 추진 과정에서 주민들이 반대했을 때 “학교를 세워 배워야 나라가 있다. 만약 학교 추진을 반대하면, 차라리 나는 할복해 죽을 것이다”라며 설득했다.
또한 그는 윤봉길 의사 서거 후, 1941년 4월 17일 이후에 일본으로 잠입해 윤의사의 묘소를 파악하고, 1945년 8월 15일 을유 해방 후 1946년 7월에는 윤 의사의 시신을 효창공원 묘역으로 봉환을 적극 추진하였다.
1950년 12월 21일, 충청남도 예산 삽교면(삽교리)에서 폐병(폐질환)으로 인하여 향년 76세로 하세(병사)하였다.

### 사후
그의 사후 1969년 8월 충남 예산군 봉산면 시동리 산7-3에 예산군수가 독립유공기념비를 건립해 주었다. 또한 대한민국 정부에서는 고인의 공훈을 기리고자 1977년 8월 15일 건국포장(서훈)이, 1991년 3월 1일 건국훈장 애족장(서훈)이 각각 추서되었으며 또다른 한편으로는 1950년 12월 21일, 하세 후 충청남도 아산 송악면(역촌리 선산 묘소)에 안장되었다가 2008년 5월 19일 국립 대전현충원 독립유공자 묘역 제3-832호 묘소에 이장되었다.